# Anthophora orientalis
Anthophora orientalis är en biart som beskrevs av Morawitz 1877. Anthophora orientalis ingår i släktet pälsbin, och familjen långtungebin. Inga underarter finns listade i Catalogue of Life.